# ذ
ﺫ（ザール, ذال）は、アラビア文字の9番目に位置する文字。有声歯摩擦音 /ð/ を表す。

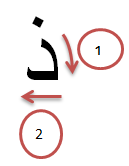
単独形の筆順

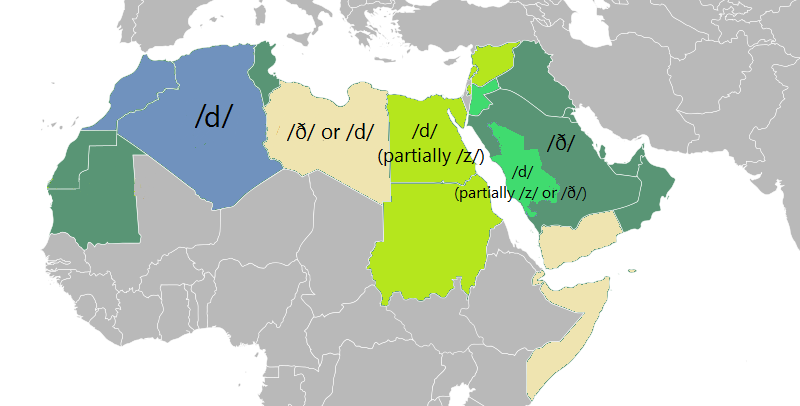
地域によって異なる「ذ」の音価

フェニキア文字では /d/ と /ð/ を区別することができなかった。アラビア文字では د (/d/) に点をつけて /ð/ のための文字を作った。

## 符号位置
| 文字 | Unicode | JIS X 0213 | 文字参照        | 名称           |
| ---- | ------- | ---------- | --------------- | -------------- |
| ذ    | U+0630  | ‐          | &#x630; &#1584; | ダール、ザール |

アラビア語以外で使われる ذ に似た文字については د を参照。